# Lätt weltervikt i boxning vid olympiska sommarspelen 1984
Resultat från boxning vid olympiska sommarspelen 1984 och herrarnas lätta weltervikt. De 31 boxarna vägde över 63,5 kg. Tävlingarna arrangerades i Los Angeles.

## Medaljörer
| Klass           | Guld             | Silver                      | Brons                       |
| Lätt weltervikt | Jerry Page · USA | Dhawee Umponmaha · Thailand | Mircea Fulger · Rumänien    |
| Lätt weltervikt | Jerry Page · USA | Dhawee Umponmaha · Thailand | Mirko Puzović · Jugoslavien |

## Resultat

### Första rundan
| Vinnare                 | Resultat      | Förlorare             |
| Första rundan           | Första rundan | Första rundan         |
| ----------------------- | ------------- | --------------------- |
| Dhawee Umponmaha (THA)  | 5-0           | Jaslal Pradhan (IND)  |
| Jorge Maysonet (PUR)    | RSC-1         | Muenge Kafuanka (ZAI) |
| Apelu Ioane (SAM)       | 5-0           | Evaristo Mazzon (URU) |
| Charles Nwokolo (NGR)   | 5-0           | Dimus Chisala (ZAM)   |
| William Galiwango (UGA) | 5-0           | Anthony Rose (JAM)    |

### Andra rundan
| Vinnare                | Resultat     | Förlorare                 |
| Andra rundan           | Andra rundan | Andra rundan              |
| ---------------------- | ------------ | ------------------------- |
| Kim Dong-Kil (KOR)     | RSC-2        | Juma Bugino (TAN)         |
| Javid Aslam (NOR)      | RSC-2        | Lisiate Lavulo (TGA)      |
| Jerry Page (USA)       | 5-0          | Helmut Gertel (FRG)       |
| Ostavio Robles (MEX)   | 3-2          | Hannu Vuorinen (FIN)      |
| Ahmed Hadjala (ALG)    | RSC-2        | Umesh Maskey (NEP)        |
| Jean Mbereke (CMR)     | 5-0          | Ramy Zialor (SEY)         |
| Mirko Puzović (YUG)    | 5-0          | Denis Lambert (CAN)       |
| Steven Larrimore (BAH) | 3-2          | Philimon Ayesu (MAW)      |
| Mircea Fulger (ROU)    | RSC-1        | Jean Duarte (FRA)         |
| Stefan Sjöstrand (SWE) | RSC-2        | Hassan Lahmar (MAR)       |
| Lofti Belkhir (TUN)    | 4-1          | Kunihiro Miuro (JPN)      |
| Roshdy Armanios (EGY)  | RSC-2        | Bhutana Magwaza (USA)     |
| David Griffiths (GBR)  | 5-0          | Clifton Charleswell (ISV) |
| Dhawee Umponmaha (THA) | 3-2          | Charles Owiso (KEN)       |
| Jorge Maysonet (PUR)   | 5-0          | Apelu Ioane (SAM)         |
| Charles Nwokolo (NGR)  | 5-0          | William Galiwango (UGA)   |

### Tredje rundan
| Vinnare                | Resultat      | Förlorare              |
| Tredje rundan          | Tredje rundan | Tredje rundan          |
| ---------------------- | ------------- | ---------------------- |
| Kim Dong-Kil (KOR)     | 5-0           | Javid Aslam (NOR)      |
| Jerry Page (USA)       | 5-0           | Ostavio Robles (MEX)   |
| Jean Mbereke (CMR)     | 4-1           | Ahmed Hadjala (ALG)    |
| Mirko Puzović (YUG)    | 5-0           | Steven Larrimore (BAH) |
| Mircea Fulger (ROU)    | 5-0           | Stefan Sjöstrand (SWE) |
| Lofti Belkhir (TUN)    | 5-0           | Roshdy Armanios (EGY)  |
| Dhawee Umponmaha (THA) | 4-1           | David Griffiths (GBR)  |
| Jorge Maysonet (PUR)   | 3-2           | Charles Nwokolo (NGR)  |

### Kvartsfinaler
| Vinnare                | Resultat      | Förlorare            |
| Kvartsfinaler          | Kvartsfinaler | Kvartsfinaler        |
| ---------------------- | ------------- | -------------------- |
| Jerry Page (USA)       | 4-1           | Kim Dong-Kil (KOR)   |
| Mirko Puzović (YUG)    | 5-0           | Jean Mbereke (CMR)   |
| Mircea Fulger (ROU)    | 5-0           | Lofti Belkhir (TUN)  |
| Dhawee Umponmaha (THA) | 5-0           | Jorge Maysonet (PUR) |

### Semifinaler
| Vinnare                | Resultat    | Förlorare           |
| Semifinaler            | Semifinaler | Semifinaler         |
| ---------------------- | ----------- | ------------------- |
| Jerry Page (USA)       | 5-0         | Mirko Puzović (YUG) |
| Dhawee Umponmaha (THA) | 5-0         | Mircea Fulger (ROU) |

### Final
| Vinnare          | Resultat | Förlorare              |
| Final            | Final    | Final                  |
| ---------------- | -------- | ---------------------- |
| Jerry Page (USA) | 5-0      | Dhawee Umponmaha (THA) |